# Total Life Forever
Albums
Antidotes
(2008) Holy Fire
(2013)
Singles
1. Spanish Sahara
Sortie : 17 avril 2010
2. This Orient
Sortie : 3 mai 2010
3. Miami
Sortie : 4 juillet 2010
4. Blue Blood
Sortie : 8 novembre 2010

Total Life Forever est le deuxième album studio du groupe britannique Foals, commercialisé au Royaume-Uni le 10 mai 2010 par le label Transgressive Records. Le disque est produit par Luke Smith.

## Accueil
L'album reçoit une moyenne de 78/100 sur Metacritic, indiquant des « critiques généralement favorables. »

## Pistes
Toutes les chansons sont écrites et composées par Foals.
| 1.    | Blue Blood         | 5:17 |
| 2.    | Miami              | 3:42 |
| 3.    | Total Life Forever | 3:18 |
| 4.    | Black Gold         | 6:26 |
| 5.    | Spanish Sahara     | 6:46 |
| 6.    | This Orient        | 4:06 |
| 7.    | Fugue              | 0:49 |
| 8.    | After Glow         | 6:09 |
| 9.    | Alabaster          | 4:00 |
| 10.   | 2 Trees            | 5:11 |
| 11.   | What Remains       | 4:37 |
| 50:21 |                    |      |

| 1.  | Bloo Blood             | 1:00 |
| 2.  | Bloo Blood 2           | 0:46 |
| 3.  | TLF                    | 0:40 |
| 4.  | TLF 2                  | 1:00 |
| 5.  | TLF 3                  | 1:31 |
| 6.  | TLF 4                  | 1:02 |
| 7.  | TLF 5                  | 1:26 |
| 8.  | Black Gold //          | 2:53 |
| 9.  | Black Gold 2           | 8:30 |
| 10. | Spanish Sahara (Sonar) | 1:20 |
| 11. | ----                   | 0:36 |
| 12. | Alabastr               | 1:31 |
| 13. | Two Trees              | 0:50 |
| 14. | Two Trees 2            | 1:37 |
| 15. | Remains                | 1:13 |

| 27. | The Forked Road                                   | 5:37  |
| 28. | Wear & Tear                                       | 4:24  |
| 29. | Spanish Sahara (Mount Kimbie Remix)               | 4:00  |
| 30. | Spanish Sahara (Topher Jones Remix)               | 7:18  |
| 31. | Spanish Sahara (Deadboy Remix)                    | 8:58  |
| 32. | Spanish Sahara (Chad Valley Remix)                | 3:56  |
| 33. | Spanish Sahara (John Dahlback Remix)              | 6:49  |
| 34. | Miami (MyMy Remix)                                | 6:49  |
| 35. | Miami (Sacha Funke Remix)                         | 8:23  |
| 36. | Miami (Tim Fuchs Remix) [Feat. Flight Facilities] | 6:36  |
| 37. | Miami (Lissvik Remix)                             | 5:26  |
| 38. | This Orient (Starkey Remix)                       | 4:42  |
| 39. | This Orient (Astronomer Remix)                    | 6:24  |
| 40. | Total Life Forever (iTunes Festival)              | 5:04  |
| 41. | Miami (iTunes Festival)                           | 4:00  |
| 42. | Alabaster (iTunes Festival)                       | 4:49  |
| 43. | Miami (Glastonbury Acoustic)                      | 3:44  |
| 44. | Spanish Sahara (6 Music Glastonbury Session)      | 5:20  |
| 45. | Spanish Sahara (Music Video)                      | 6:49  |
| 46. | Miami (Music Video)                               | 4:13  |
| 47. | This Orient (Music Video)                         | 3:51  |
| 48. | Blue Blood (Music Video)                          | 4:50  |
| 49. | Total Life Forever (Making Of)                    | 19:00 |

## Classements
| Chart (2010)                    | Meilleure position |
| ------------------------------- | ------------------ |
| Belgian Albums Chart (Flanders) | 83                 |
| Belgian Albums Chart (Wallonia) | 72                 |
| French Albums Chart             | 38                 |
| German Albums Chart             | 48                 |
| Greek Albums Chart              | 21                 |
| Irish Albums Chart              | 25                 |
| Swiss Albums Chart              | 62                 |
| UK Albums Chart                 | 8                  |
| US Heatseekers Albums           | 35                 |